# Vanessa Trump

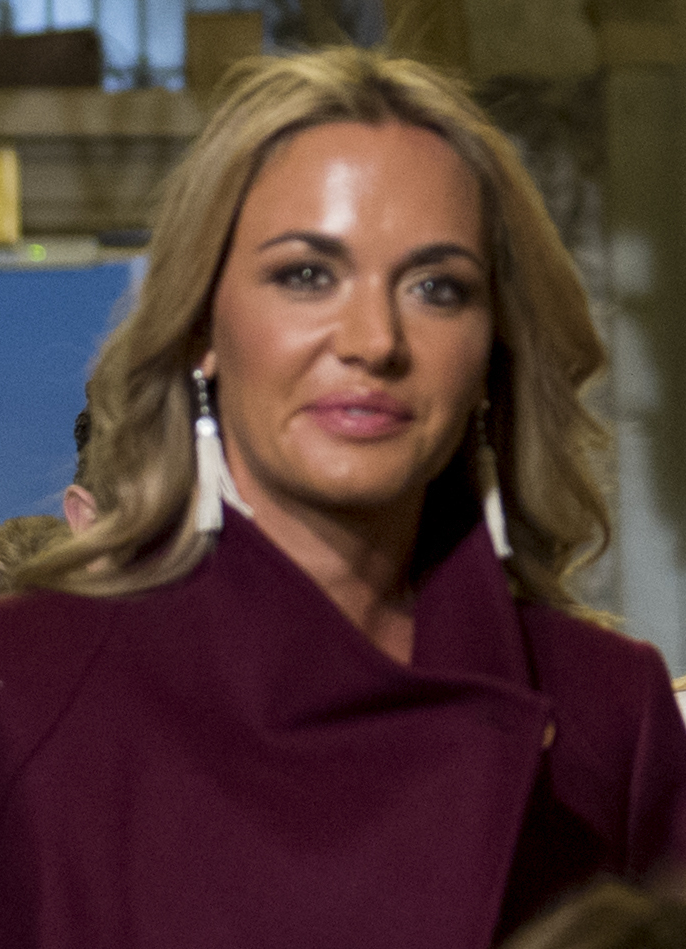
Vanessa Trump (2017)

Vanessa Trump (* 18. Dezember 1977 in New York City, New York als Vanessa Haydon) ist ein US-amerikanisches ehemaliges Model und die Ex-Ehefrau von Donald Trump Jr.

## Leben
Vanessa Trump ist die Tochter von Bonnie und Charles Haydon, sie hat dänische, österreichische und russische Vorfahren, darunter den Jazzmusiker Kai Ewans. Sie studierte Psychologie am New Yorker Marymount Manhattan College.
Von 1998 bis zum 11. September 2001 war sie mit Khalid bin Bandar bin Sultan Al Saud verlobt. Nach den Terroranschlägen am 11. September 2001 endete die Beziehung.
Am 12. November 2005 heiratete sie Donald Trump Jr. Die Hochzeit fand in Mar-a-Lago statt, einem Besitz der Familie Trump. Zusammen mit Donald Trump Jr. hat Vanessa Trump drei Söhne und zwei Töchter. Der älteste Sohn trägt den Namen Donald John Trump III.

### Beruf
Vanessa Trump arbeitete als Model und Schauspielerin. Sie spielte u. a. im Film Was das Herz begehrt aus dem Jahr 2003 mit Jack Nicholson und Diane Keaton. Im Jahr 2004 nahm sie an der Wahl zur Miss USA teil und trat in der Fernsehshow The Apprentice auf. Die Organisations- und Vermarktungsgesellschaft Miss Universe Organization ist ein Joint Venture von Donald Trump und dem Fernsehsender NBC.

### Trivia
Am 13. Februar 2018 wurde Vanessa Trump aus Sicherheitsgründen ins Krankenhaus eingeliefert, nachdem sie einen Brief geöffnet hatte, der weißes Pulver beinhaltete. Der Brief wurde an die Privatadresse von Vanessa und Donald Jr. in New York City gesendet. Es gab keine Anzeichen für eine gesundheitliche Schädigung von Vanessa Trump.

### Scheidung
Am 15. März 2018 reichte sie durch Antrag bei dem Gericht in New York eine unbestrittene Scheidung von Trump Jr. ein. Diese wurde später in eine contested, also angefochtene Scheidung umgewandelt. Im Juli 2018 wurde ein Sorgerechtsproblem gelöst und die Scheidung wurde Ende 2018 durch Vergleich rechtskräftig.